# لاسي ستراند
لاسي ستراند (بالنرويجية البوكمول: Lasse Strand)‏ هو لاعب كرة قدم نرويجي في مركز الدفاع، ولد في 3 أبريل 1974 في تروندهايم في النرويج. لعب مع نادي روسنبورغ.